# Kolumbowie. Rocznik 20
Kolumbowie. Rocznik 20 – powieść Romana Bratnego o tematyce wojennej. Napisana została w latach 1955–1956, a wydana w 1957 r. Składa się z trzech tomów: „Śmierć po raz pierwszy”, „Śmierć po raz drugi” i „Życie”.
Książka opowiada o losach młodych warszawiaków wchodzących w dorosłość w czasie II wojny światowej. Jej bohaterami są przedstawiciele młodzieży inteligenckiej należącej do Armii Krajowej. Bratny opisuje m.in. ich walkę z okupantem przed i podczas powstania warszawskiego. Akcja powieści obejmuje lata 1942–1948.
Autor oparł powieść na własnych wspomnieniach i doświadczeniach. Ściśle trzyma się faktów historycznych, co widać zwłaszcza w drugim tomie – Oddział Wydzielony Kolegium A Kedywu rzeczywiście istniał (jednak w sile kompanii, nie plutonu), jego szlak bojowy w powstaniu warszawskim pokrywa się z tym opisanym w książce; mowa jest również o planowanym wyjściu pułku „Radosław” wraz z Komendą Główną AK ze stolicy na początku powstania, w opisie próby przebicia powstańców ze Starówki do Śródmieścia nie zabrakło wzmianki o śmierci majora Jana Andrzejewskiego „Jana”, dowódcy „Brody”, pojawia się także wzmianka o śmierci Krzysztofa Kamila Baczyńskiego.

## Postacie

### Kolumb

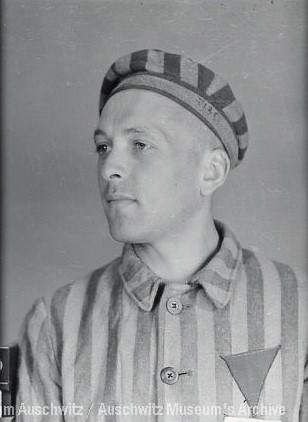
Krzysztof Sobieszczański „Kolumb”, zdjęcie wykonane w 1941 w KL Auschwitz

Prawdziwe imię i nazwisko – Stanisław Skiernik, syn Wandy i Tadeusza, adwokata, brat Aliny. Postać powstała w oparciu o postaci Stanisława Likiernika „Staszka” oraz Krzysztofa Sobieszczańskiego „Kolumba”, od którego Bratny zapożyczył pseudonim dla swojego bohatera. Kolumb w powieści jest Polakiem o żydowskich korzeniach, których się wstydzi. Przed wojną uczył się grać na fortepianie, rzucił jednak muzykę dla piłki nożnej. W chwili wybuchu wojny miał szesnaście lat. Jest bardzo przesądny: posiada cały „system” odpukiwań, zmienia trasę, jeśli drogę przeciął mu kot, a w pewnym okresie zaczyna chodzić tylko parzystą stroną ulicy. W pierwszym tomie jego dziewczyną jest Basia (nazywana przezeń Basikiem z racji niskiego głosu), córka sklepowej, mieszkająca właśnie po parzystej stronie, uczęszczająca na tajne komplety.
Próby ukrycia żydowskiego pochodzenia są nieudane – Kolumb nie ma pojęcia, że jeden z jego przyjaciół, Zygmunt, rozpowszechnia nawet wymyślony przez siebie, wywiedziony z Biblii alternatywny pseudonim, „Machabeusz”. W pewien sposób strach przed „zdemaskowaniem” pcha jednak Kolumba do okazywania tym większej odwagi – wynika to z przekonania, że „tchórza łatwiej posądzić o bycie Żydem”. Jako członek Szarych Szeregów bierze udział w akcjach małego sabotażu, później dołącza do grupy dywersyjnej Zygmunta i zostaje podchorążym. W roku 1942 opieczętowanie mieszkania (Skiernikowie mieszkali w dużym budynku na Żoliborzu, niedaleko wiaduktu Dworca Gdańskiego – dokładny adres nie został podany) przez Niemców przyczyniło się do licznych kłopotów rodziny. Matka wraz z Aliną zostają umieszczone w wynajętym pokoju u Jerzego, znajomego Zygmunta, jako żona i teściowa Kolumba. Ojciec, który ledwo uniknął aresztowania (przekradłszy się przez balkon do sąsiadki), zamieszkał w Śródmieściu – niestety, oddzielony od żony, ponieważ początkowo zakładano, że został aresztowany i Zygmunt zdążył załatwić matce Kolumba „autentyczne wdowie papiery”. Kolumb, nie chcąc narażać rodziny, również zamieszkał osobno, przy ulicy Nowogrodzkiej, w „skrzynce” – punkcie przerzutowym materiałów konspiracyjnych.
Po wybuchu powstania w getcie warszawskim, ojciec Kolumba załamuje się nerwowo. Wystarał się o cyjanek na wypadek wpadki. Kolumb, w drodze do matki, dzięki dobrze podrobionym papierom, unika aresztowania w łapance, jednak z powodu zbliżającej się godziny policyjnej decyduje przenocować u ojca, który mieszka bliżej. Zaraz po tym, kiedy wpada – w jeszcze otwartą – bramę, przed sąsiednim budynkiem zatrzymuje się gestapowski samochód. Ojciec Machabeusza, przekonany, że został zadenuncjowany, popełnia samobójstwo, połykając cyjanek, gdy syn dobija się do zamkniętych drzwi mieszkania.
Niedługo potem Kolumb przeprowadza się do kawalerki, lecz w ucieczce po ataku na strażnicę kolejową gubi dokumenty – nie fałszywe, lecz z prawdziwym adresem. W jego mieszkaniu Niemcy aresztują Basię, która w wyniku tortur stosowanych podczas przesłuchań umiera w więzieniu.
W trakcie powstania warszawskiego, Kolumb dowodzi drugą drużyną plutonu Zygmunta (w rzeczywistości oddział Kolegium A Kedywu był kompanią). Kilkukrotnie zostaje ranny. Ze Starówki do Śródmieścia przenosi go kanałami sanitariuszka Niteczka, jego powstańcza miłość. Kiedy na Czerniakowie znów odnosi poważną ranę, po upadku dzielnicy, dostaje się do niewoli. SS likwiduje rannych powstańców, jednak przed śmiercią swoim kosztem ratuje go Niteczka. Ona sama zostaje zgwałcona i zamordowana.
Po wojnie Kolumb nie wrócił do Polski. Po wyzwoleniu obozu jenieckiego i pobycie w zachodnich Niemczech wyjeżdża we Francji, zastanawia się, czy nie zamieszkać w Izraelu. Tak w Niemczech, jak i we Francji podejmuje się wielu nielegalnych przedsięwzięć, jak przemyt czy handel bronią, razem z Władysławem Jagiełłą – żołnierzem z plutonu Zygmunta, jedynym z dwóch braci bliźniaków, który przeżył powstanie – oraz Robertem, poznanym w Niemczech byłym członkiem AK. Zyskuje kontakt z przebywającym w Polsce Jerzym, zaczyna się skłaniać ku powrotowi do kraju. Kluczowa w decyzji jest audycja radiowa – a właściwie jej brak – obiecana przez Jerzego.
Pierwowzorami postaci Kolumba są dwie osoby, których biografie autor połączył: Stanisław Likiernik i Krzysztof Sobieszczański.

### Zygmunt
„Wysoki, opalony brunet”; w charakterystyczny sposób wymawia „r”, w jego wykonaniu głoska ta brzmi już nawet nie jak „h”, ale niemalże jak „k”. Student biologii tajnego nauczania. Bimbrownik (choć w pewnym momencie tę część działalności przejął jego czternastoletni brat), wprawny organizator, posiada dobre kontakty z „Legalizacją”, dzięki czemu nigdy nie ma problemu z załatwieniem potrzebnych dokumentów. Zatrudniony w warsztatach remontowych, z których notorycznie giną za jego sprawą opony czy też części zamienne. Dowódca grupy dywersyjnej, po jednej z akcji zostaje aresztowany i poddany torturom, ale Podziemiu udaje się go wydobyć. W powstaniu warszawskim dowodzi plutonem, zostaje ranny, niemal traci wzrok; następnie zostaje oficerem łącznikowym na Czerniakowie. Ewakuuje się wraz z jednymi z ostatnich żołnierzy LWP. Po wojnie – major Ludowego Wojska Polskiego Zygmunt Barbański walczy skutecznie z UPA, zwierzchnicy nie ufają mu jednak. Kontaktują się z nim członkowie odbudowującej się siatki Armii Krajowej, Zygmunt jednak decyduje się nie angażować, dzięki czemu unika aresztowania przez Bezpiekę. Kiedy jego oddział zaczyna walczyć z podziemiem antykomunistycznym, Zygmunt z częścią żołnierzy dezerteruje i dołącza do partyzantów. Szybko spotyka go rozczarowanie – partyzanci okazują się być właściwie bandytami, nękającymi ludność cywilną, chłopów biorących udział w parcelacji ziemi. Zygmunt znów ucieka, tym razem dociera do Warszawy. Tam okazuje się, że Bezpieka aresztowała jego matkę. To wstrząsa byłym bohaterem Podziemia i LWP.
Pierwowzorem postaci Zygmunta był zapewne częściowo ppor. „Stasinek” – syn generała Sosabowskiego, dowódca kompanii Kolegium A Kedywu, który w powstaniu stracił wzrok.

### Jerzy
Syn architekta-endeka, sam jednak ma zdecydowanie lewicowe poglądy, które w latach gimnazjum przysporzyły mu wielu kłopotów. Namiętny bibliofil, przekorny, indywidualista – nie pali, ponieważ jako nastolatek uważał, że jest to bardziej dojrzałe, niż palenie „na pokaz”. Do pewnego czasu nie uprawia również „modnej” poezji. Mieszka w domku na Mokotowie. W kampanii wrześniowej jego ojciec, oficer rezerwy, trafił do niewoli. Sam Jerzy był członkiem batalionu zapasowego, rozbitego przez Niemców w pierwszym starciu. Uciekł do wschodniej Polski, gdzie był świadkiem wkroczenia Armii Czerwonej i przejęcia władzy przez ukraińskich nacjonalistów pod pozorem wprowadzania ustroju ludowego, co pozbawiło go części złudzeń związanych z Krajem Rad. Powróciwszy do Warszawy, Jerzy podjął próby utrzymania siebie i matki ze szmuglu. Skończyły się one niestety niepowodzeniem, ciężka sytuacja doprowadziła matkę niedoszłego handlarza do próby samobójczej. Dlatego też Jerzy zdecydował wynająć jeden pokój oraz, wbrew sobie, przyjąć pracę prywatnego nauczyciela dzieci pana Kosiorka – byłego rzeźnika, który na produkcji sztucznego miodu oraz handlu dorobił się za okupacji niemałych pieniędzy i zamieszkał naprzeciwko.
Jerzy jest przekonany o nikłości wysiłku polskiego Podziemia, ponadto ma poglądy całkowicie sprzeczne z emigracyjnym rządem, jednak ostatecznie przystępuje do AK. Bierze udział w tajnym kursie podchorążych, na którym podpada majorowi Junoszy i na koniec zostaje jedynym spośród grona kursantów podchorążym bez stopnia. Zostaje członkiem grupy dywersyjnej Zygmunta – swojego szkolnego kolegi.
W międzyczasie spotyka niemieckiego żołnierza, Petera Ahlgrima, którego oddział zatrzymał się na kilka dni w okolicy. Dzięki kontaktom uzyskanym przez niejakiego Żaboklickiego (pracującego dla Niemców w kasynie kombinatora, próbującego na wszelkie sposoby oczyścić się przed Podziemiem) publikuje w podziemnej prasie (także przeznaczonej dla Niemców) fragment pamiętnika Ahlgrima. Zawierał on opis rozstrzeliwania Żydów na Ukrainie. Wkrótce publikuje tam również swój pierwszy wiersz. Kontakty z Żaboklickim próbuje wykorzystać również próbując wykupić aresztowanego Basika z więzienia.
Część mieszkania wynajął matce i siostrze Kolumba, poszukujących lokum po „spaleniu się” ich własnego mieszkania. Obie panie zostają mu przedstawione jako żona i teściowa kolegi, a odwiedzający je często pan Tadzio – jako przyjaciel. Jerzy zakochuje się w Alinie. W czasie likwidacji getta dowiaduje się od dzieci Kosiorków, że ich ojciec dziwi się, że u Jerzego mieszkają Żydzi. Wpada na pomysł, by wziąć z Aliną fikcyjny w gruncie rzeczy ślub, aby w ten sposób zabezpieczyć ją i panią Wandę przed podejrzeniami. Kiedy dowiaduje się, że Kolumb jest w rzeczywistości bratem Aliny, fałszywe małżeństwo przekształca się w szczęśliwy związek, w którym pojawia się dziecko. Alina z synem giną w wyniku ostrzału Mokotowa przez Niemców podczas powstania warszawskiego.
Znajomość z Ahlgrimem przysparza Jerzemu kłopotów, kiedy z powodu wsypy zainstalowanej u niego radiostacji jest podejrzewany o współpracę z Niemcami. Na szczęście nieporozumienie udało się wyjaśnić. Dowództwo przekonało się, że w tym czasie wpadło wiele lokali, a przeciek był gdzie indziej.
W powstaniu warszawskim Jerzy jest dowódcą drużyny, z którą przeszedł szlak bojowy przez Wolę, Starówkę, Śródmieście, Czerniaków i Mokotów. Na Starówce jego ludzie biorą do niewoli m.in. Ahlgrima, jednak Jerzy o tym nie wie. Ahlgrim został rozstrzelany przez strzelca Jagiełłę, mszczącego śmierć brata. Jerzy po upadku dzielnicy traci chęć do walki, powraca ona na krótko, kiedy na Czerniakowie lądują siły LWP. Jednak desant kończy się klęską, resztki plutonu przechodzą na Mokotów.
Z obozu jenieckiego powraca do Polski, gdzie zakłada pismo. Prezentowane w nim poglądy sprowadzają na Jerzego gniew zarówno środowisk prolondyńskich i poakowskich, jak i władz. Zostaje zastrzelony przez agentów Bezpieki (lub byłych akowców – nie jest to jasno stwierdzone) w drodze do mieszkania Zygmunta. Ma to miejsce niedługo przed tym, jak miał zostać wyemitowany w radio jego skierowany do Kolumba „List do przyjaciela”.

### Czarny Olo
Pochodzi ze szlacheckiej rodziny, jednak poglądy ma raczej lewicowe. W miejscowości, gdzie znajduje się wujowski majątek, pomagał organizować ruch oporu. Wskazał m.in. broń, zakopaną we wrześniu 1939 przez żołnierzy WP, którzy we dworze wuja przebierali się w cywilne ubrania, unikając niewoli. Wiejskiemu nauczycielowi obiecał, że po wojnie ziemia zostanie rozdzielona między chłopów. W tajnym nauczaniu studiował prawo, wykorzystał to uzyskując zgodę na udział w akcjach „Egzekutywy”, z których normalnie wyłączano byłych członków Szarych Szeregów.
W zespole Zygmunta Olo bierze udział w wykonywaniu co najmniej jednego z wyroków sądów podziemnych – akcja ta miała miejsce na ul. Puławskiej. W noc sylwestrową 1942/1943 wchodzi (obok Zygmunta, Kolumba i Jerzego) w skład grupy dokonującej jednego z ataków na linie kolejowe („Wieniec II”), w trakcie akcji odpowiada za wysadzenie toru. Później za pomocą gajowego Ogórka wykonuje zdjęcia wyrzutni rakiet V1 i V2 nieopodal wsi Blizna, niedaleko rodzinnego majątku. Udaje się im również wydobyć z rozbitego niewypału część mechanizmu sterującego V1.
1 sierpnia 1944 roku, tuż przed godziną „W”, Olo odłącza się od reszty pododdziału. Uzyskawszy zgodę Kolumba, dowódcy swojej drużyny, jedzie do matki, zostawić jej choć trochę pieniędzy. Niestety, nie udaje mu się na czas powrócić na miejsce zbiórki. Pozostaje w Śródmieściu, gdzie obejmuje stanowisko dowódcy drużyny uderzeniowej jednej z kompanii. Zabija jednego z żołnierzy za niewykonanie rozkazu, przez co długo dręczą go wyrzuty sumienia. Bierze udział w dwóch atakach na budynek PAST-y, również w tym udanym z 20 sierpnia. Po przedarciu się resztek żołnierzy Zygmunta do Śródmieścia, Olo dołącza do swoich. Do niewoli trafił razem z Jerzym. Pomaga mu w jego działalności w Polsce, po jego śmierci próbuje doprowadzić do emisji „Listu do przyjaciela”, jednak bezskutecznie.
Dziwne wydaje się, że w pierwszym tomie powieści Olo nazywany jest zastępcą Zygmunta, natomiast później zostaje przez autora w pewien sposób „zdegradowany”. W II tomie podlega Kolumbowi jako dowódcy drużyny, zastępcą jest nazwany Jerzy. W trzeciej części (pisanej być może w pośpiechu) Olo sprawia wrażenie podporządkowanego, uległego Jerzemu.

## Adaptacja telewizyjna
W 1970 r. powieść została zekranizowana pod tym samym tytułem (Kolumbowie). Adaptację wyreżyserował Janusz Morgenstern, a scenariusz napisał sam Bratny. W filmie wystąpili m.in.: Jerzy Matałowski (jako Kolumb), Jan Englert (jako Zygmunt), Władysław Kowalski (jako Jerzy), Krzysztof Machowski (Czarny Olo), Alicja Jachiewicz (jako Niteczka) Jerzy Trela (jako por. Jerzy Jagiełło) i Marek Perepeczko (jako Malutki).